# Cỏ voi
Cỏ voi (tên khoa học Pennisetum purpureum), hay cỏ đuôi voi, là một loài thực vật có hoa trong họ Hòa thảo. Loài này được Schumach. mô tả khoa học đầu tiên năm 1827.

## Hình ảnh

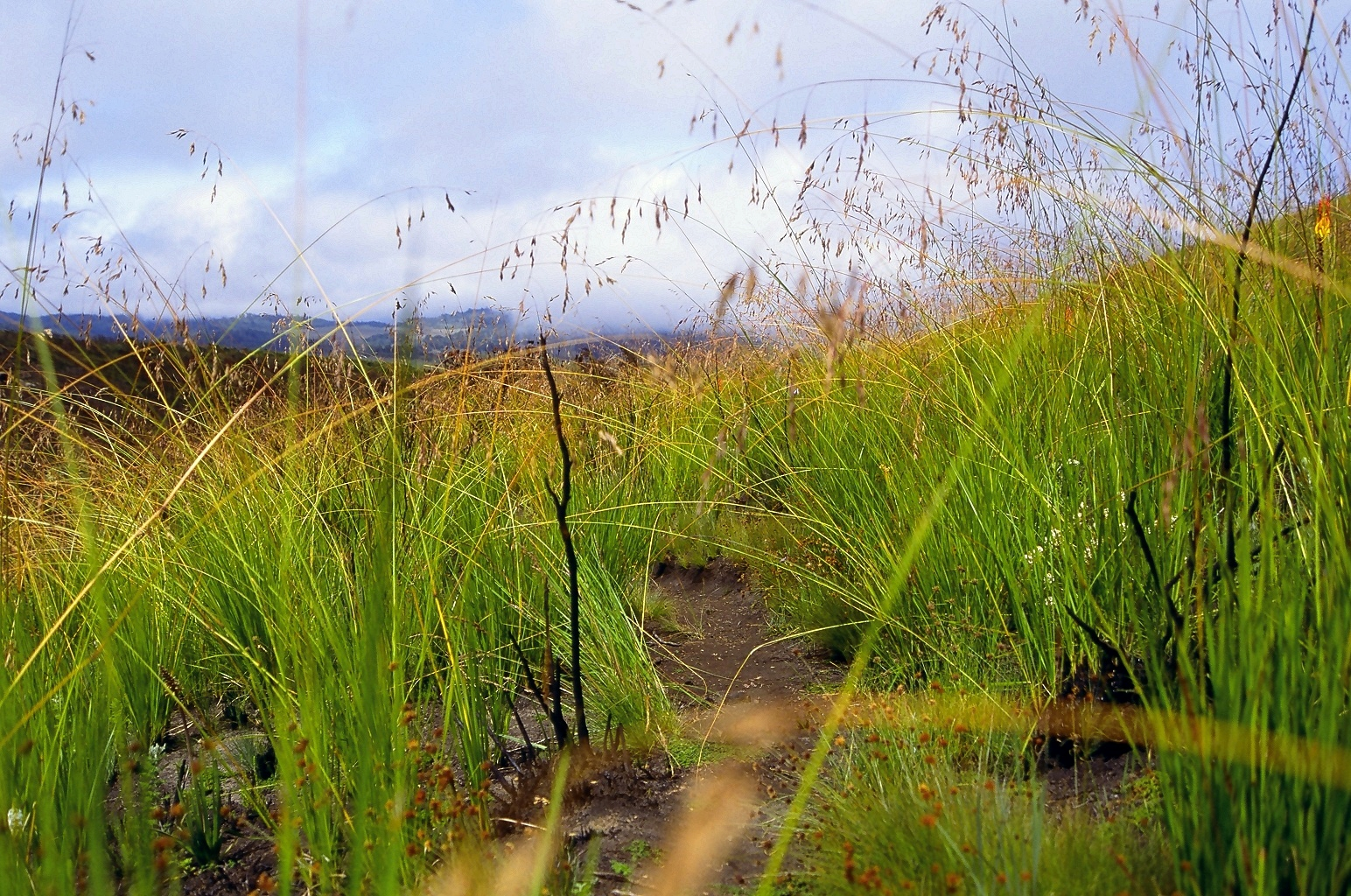
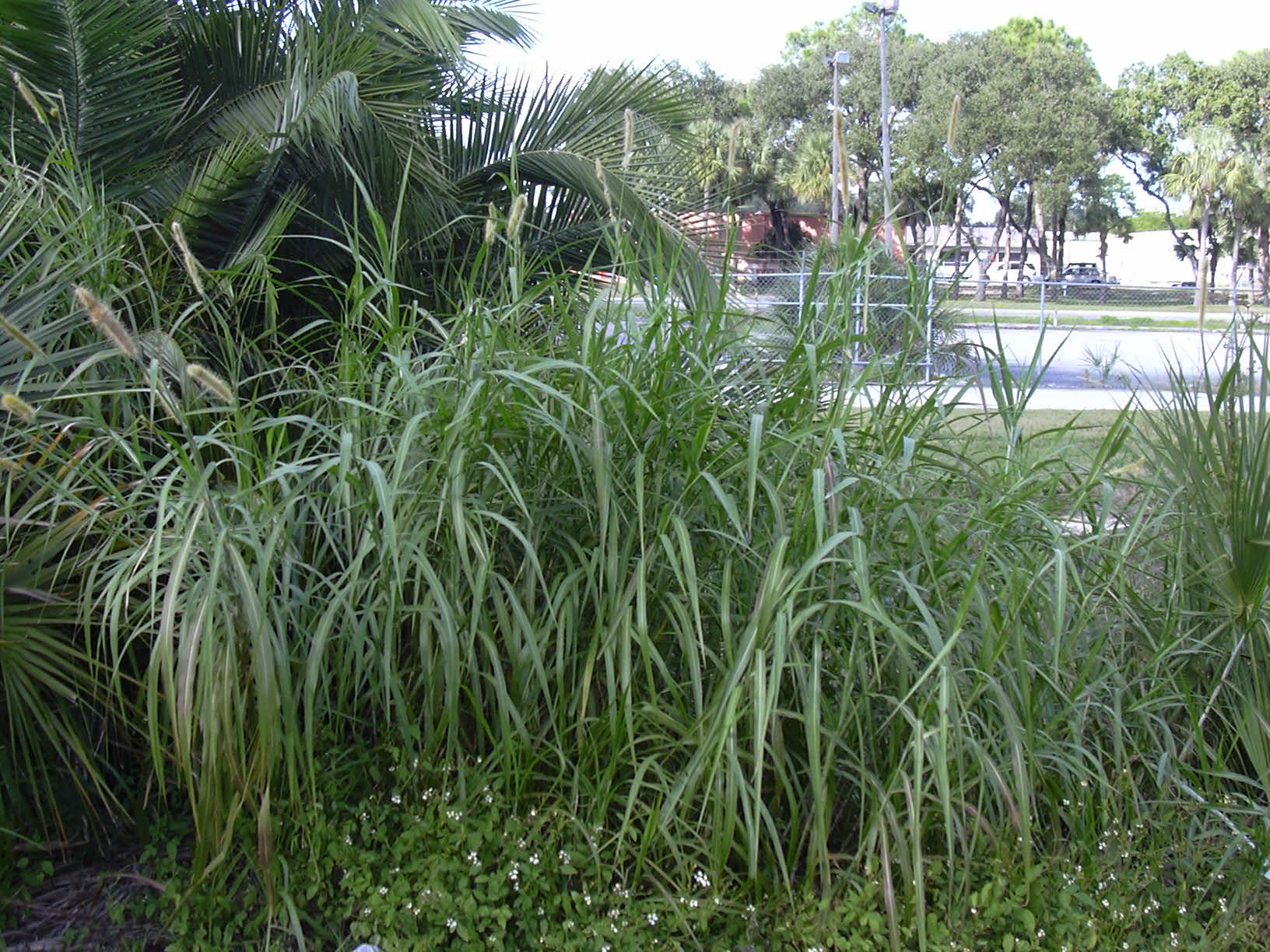
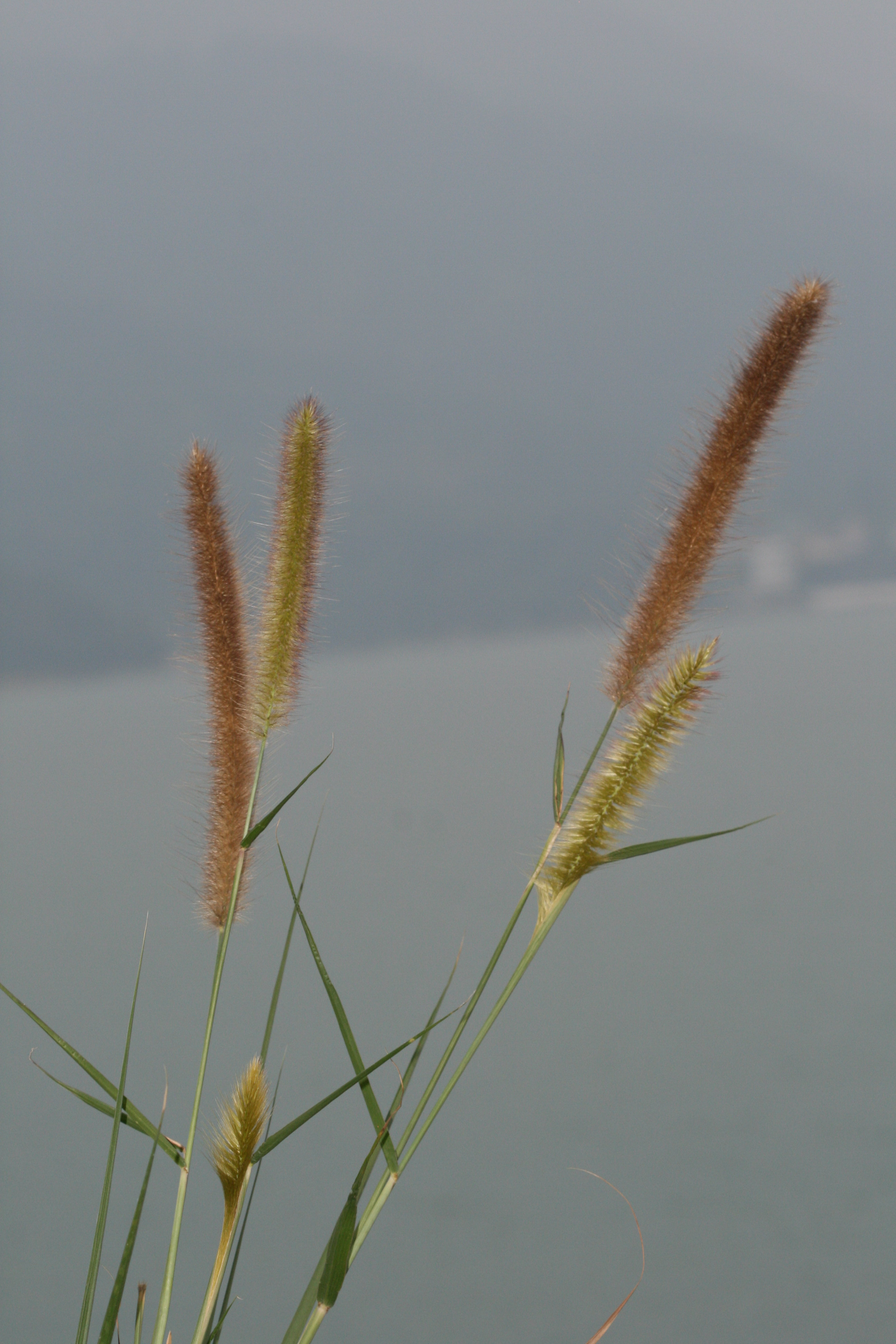
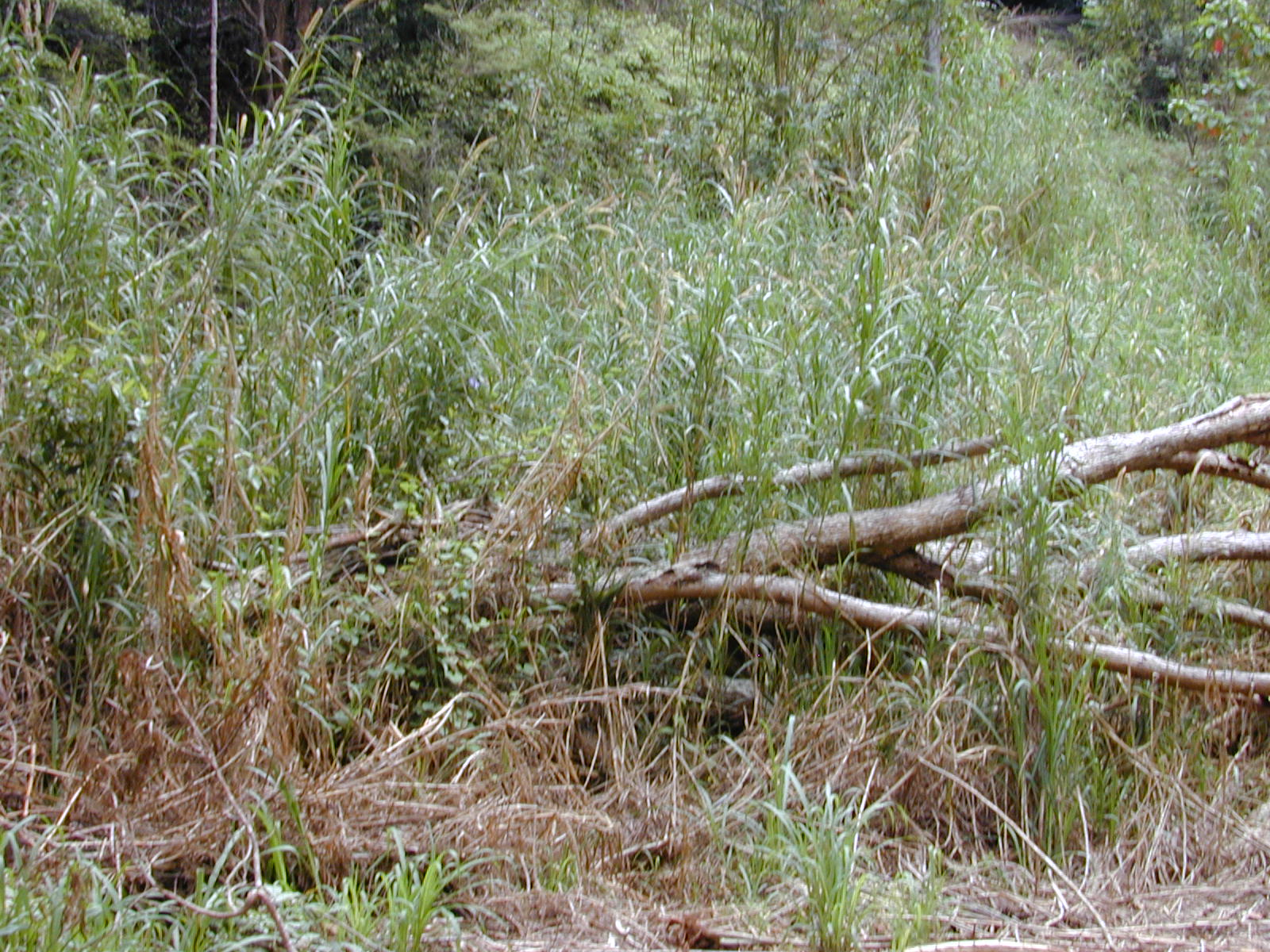